# Hrabstwo Franklin (Missouri)
Hrabstwo Franklin (ang. Franklin County) – hrabstwo w stanie Missouri w Stanach Zjednoczonych. Obszar całkowity hrabstwa obejmuje powierzchnię 930,65 mil2 (2 410 km²). Według danych z 2010 r. hrabstwo miało 101 492 mieszkańców. Hrabstwo powstało w 1818 roku i nosi imię Benjamina Franklina - jednego z ojców-założycieli Stanów Zjednoczonych.

## Sąsiednie hrabstwa
- Hrabstwo Warren (północ)
- Hrabstwo St. Charles (północny wschód)
- Hrabstwo St. Louis (północny wschód)
- Hrabstwo Jefferson (wschód)
- Hrabstwo Washington (południowy wschód)
- Hrabstwo Crawford (południowy zachód)
- Hrabstwo Gasconade (zachód)

## Miasta
- Berger
- Gerald
- New Haven
- Pacific
- Saint Clair
- Sullivan
- Union
- Washington

## Wioski
- Leslie
- Miramiguoa Park
- Oak Grove Village
- Parkway

## CDP
- Gray Summit
- Villa Ridge